# Kościół w Reinbergu (Wolde)
Kościół w Reinbergu – protestancka świątynia filialna w gminie Wolde, w dzielnicy Reinberg. 

## Historia
Pierwsze wzmianki o kościele w Reinbergu pochodzą z 1560 roku. Ówczesna świątynia posiadała wieżę, była wielokrotnie remontowana. Ostatecznie kościół zburzono, najprawdopodobniej przez stan techniczny budowli. Nowy kościół ukończono w 1874 roku, jest to neogotycka świątynia. Nie posiada wieży, dzwon jest zawieszony na stojącej obok kościoła drewnianej, wolnostojącej dzwonnicy. 

## Galeria

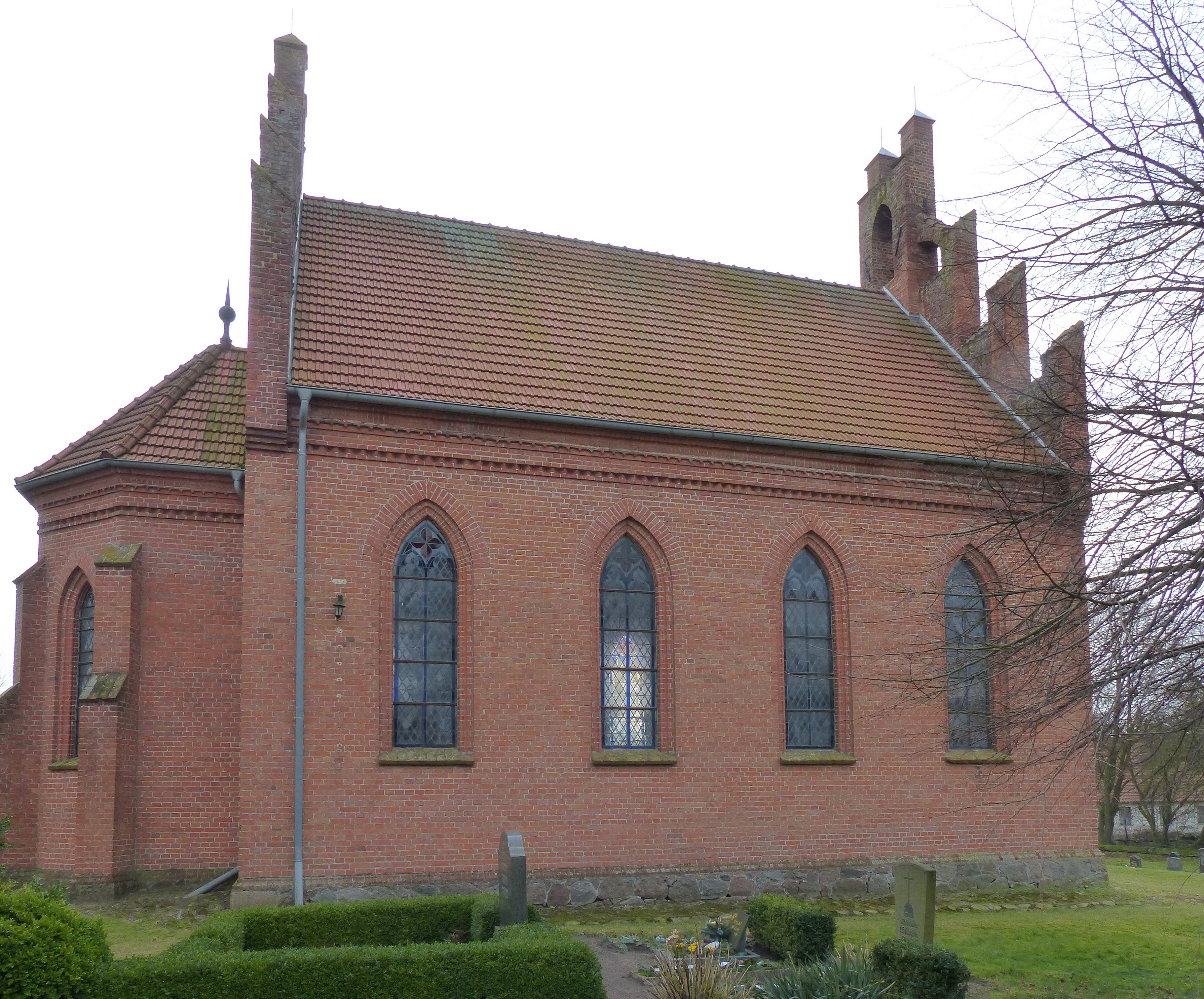
Widok z północy
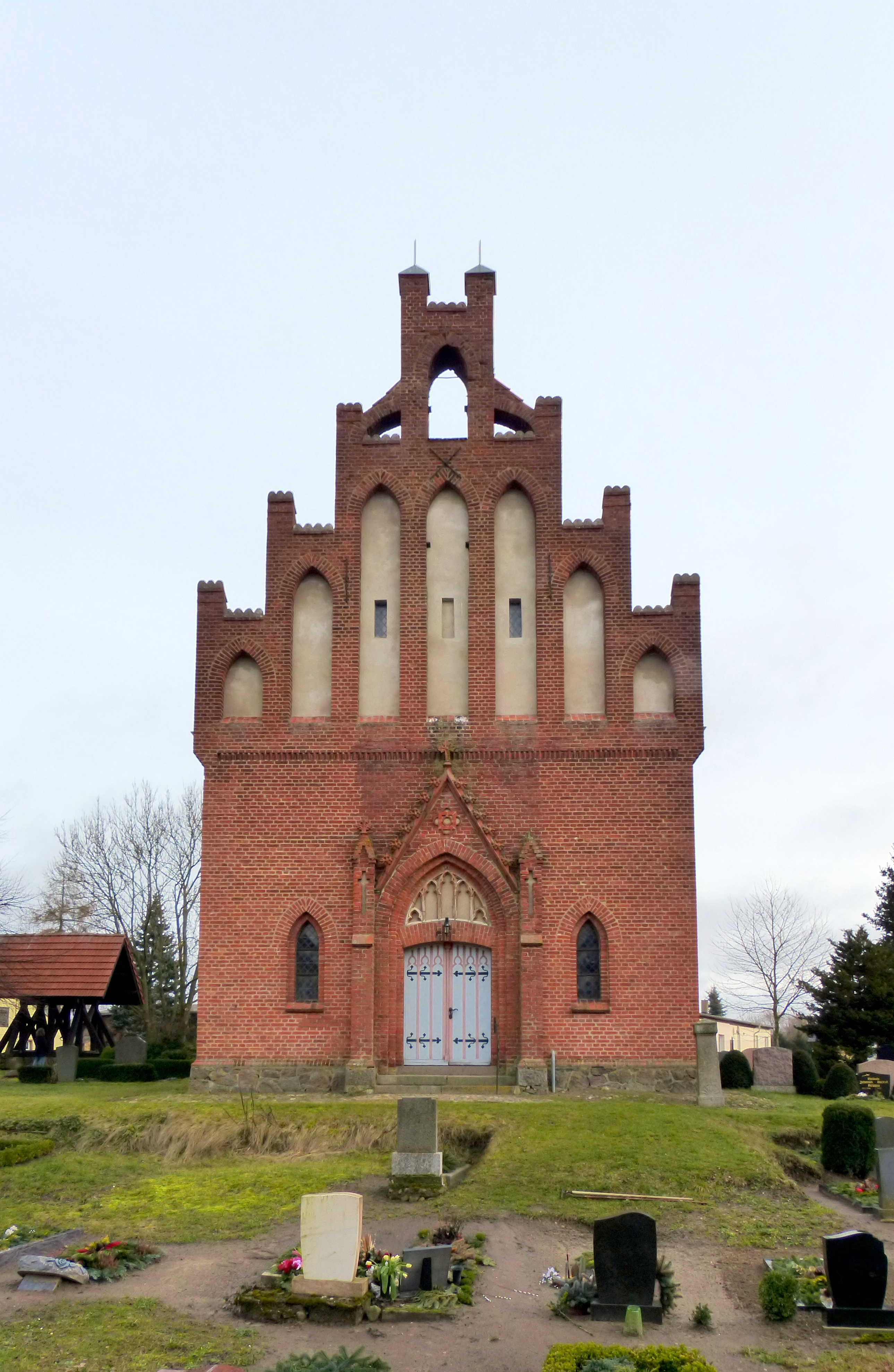
Fasada
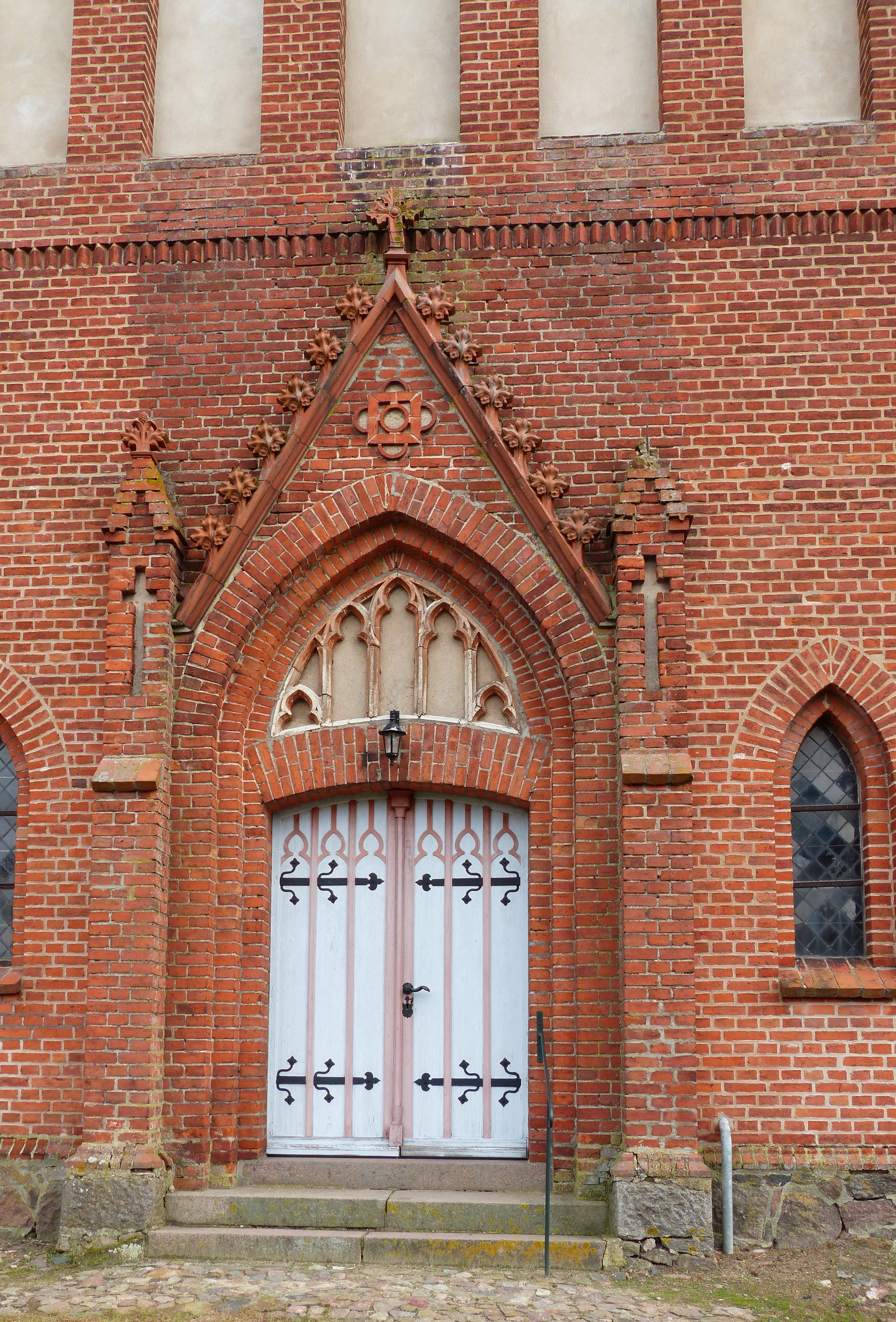
Wejście
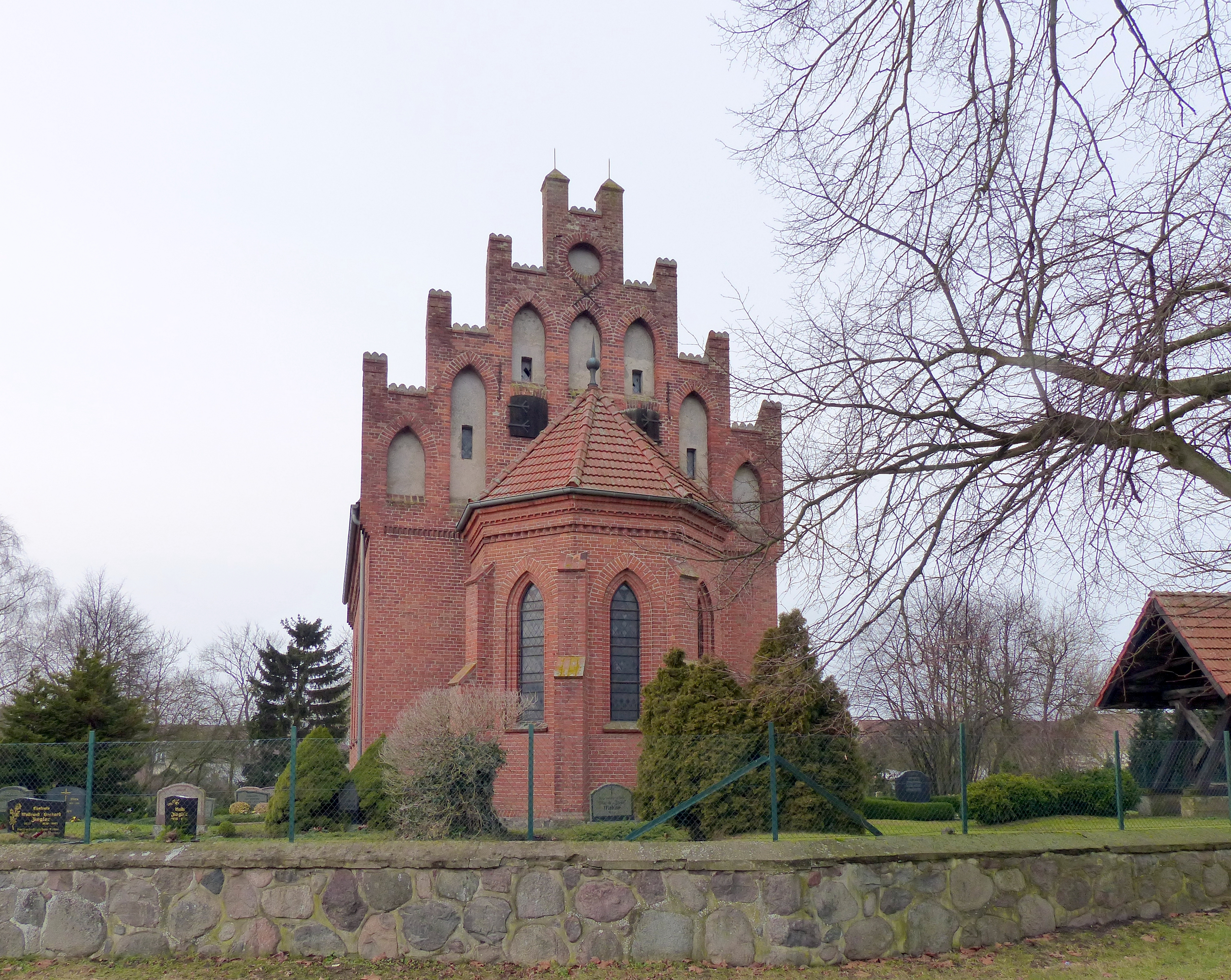
Absyda
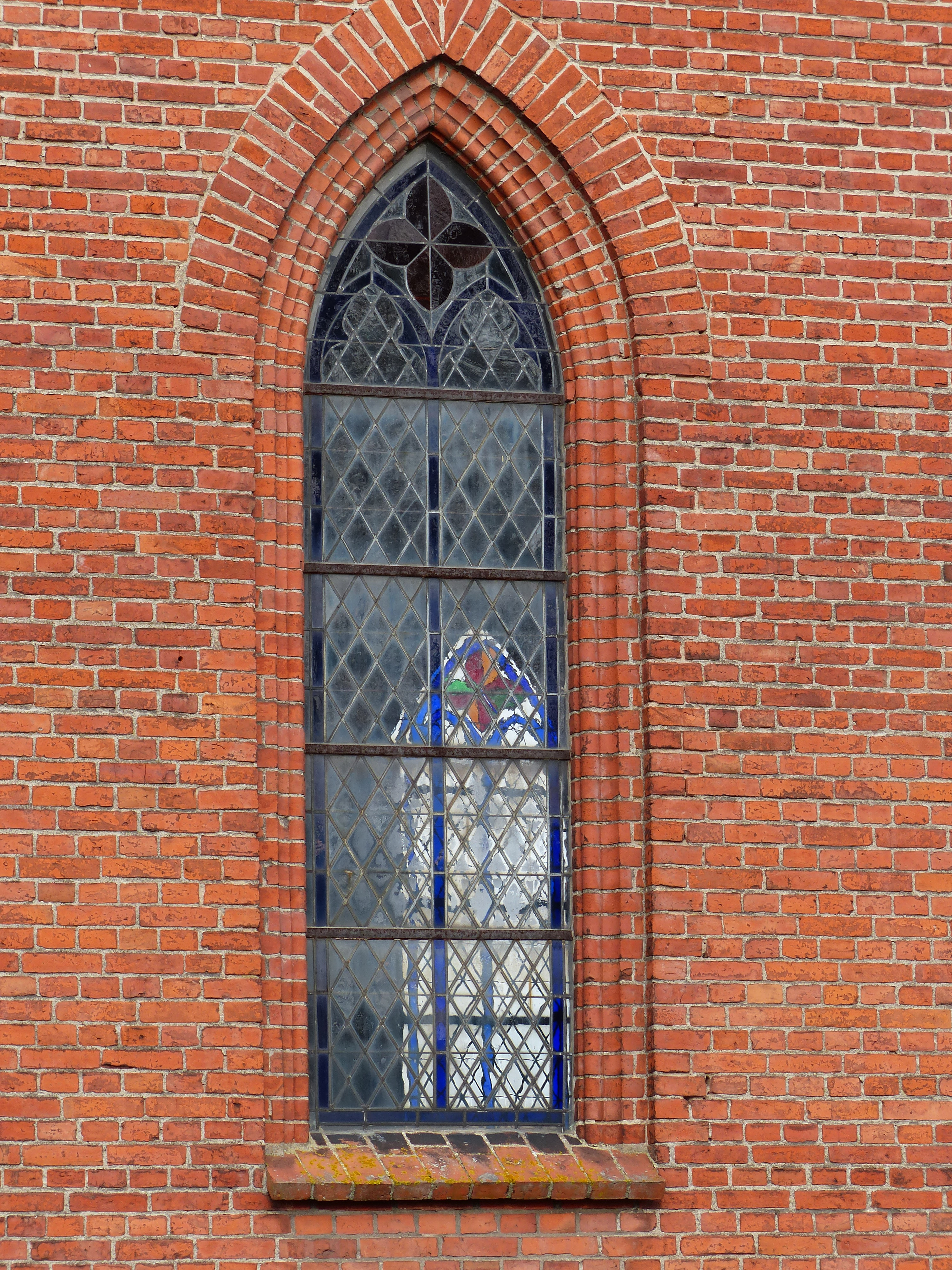
Jedno z okien kościoła
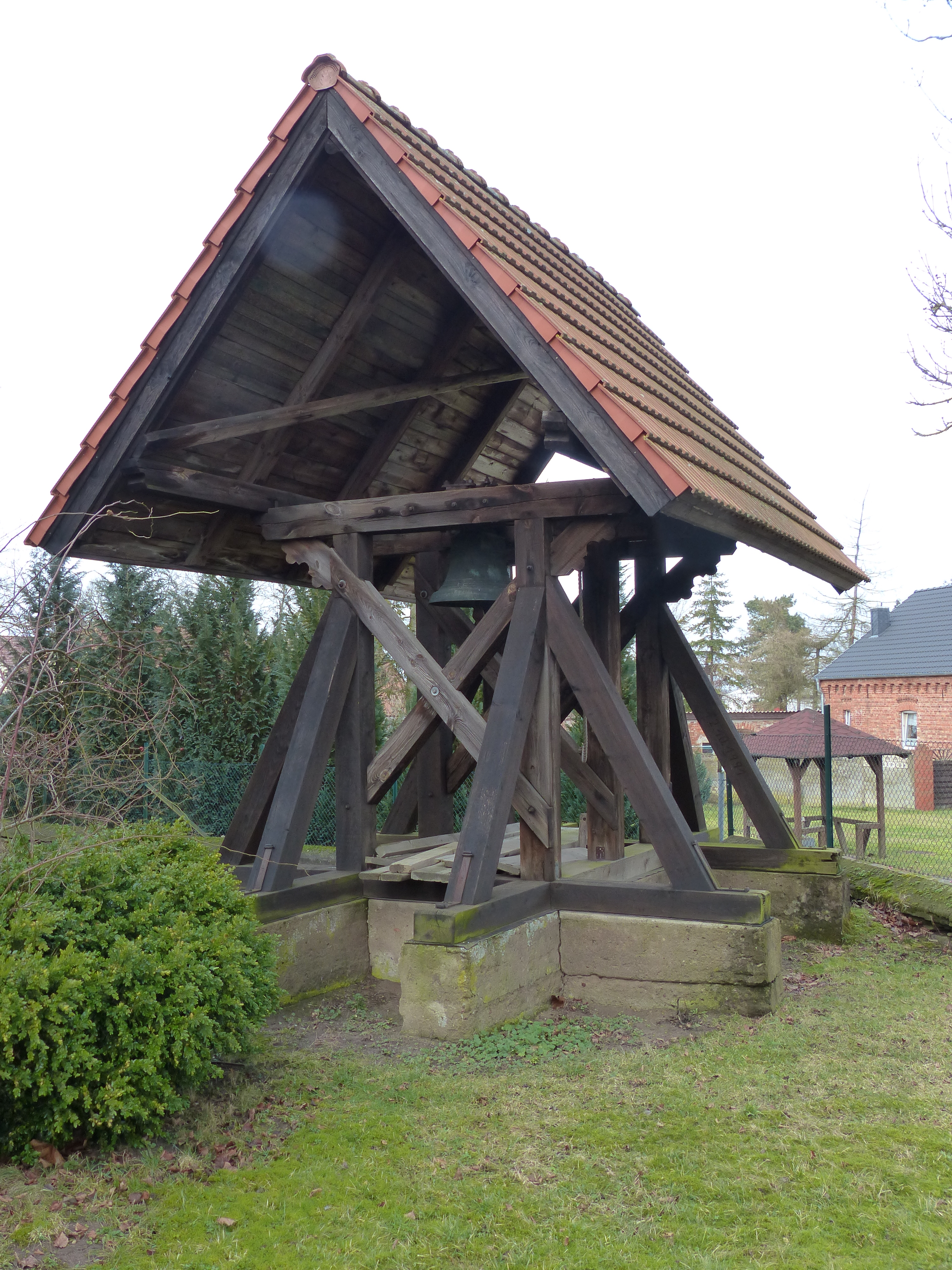
Dzwonnica
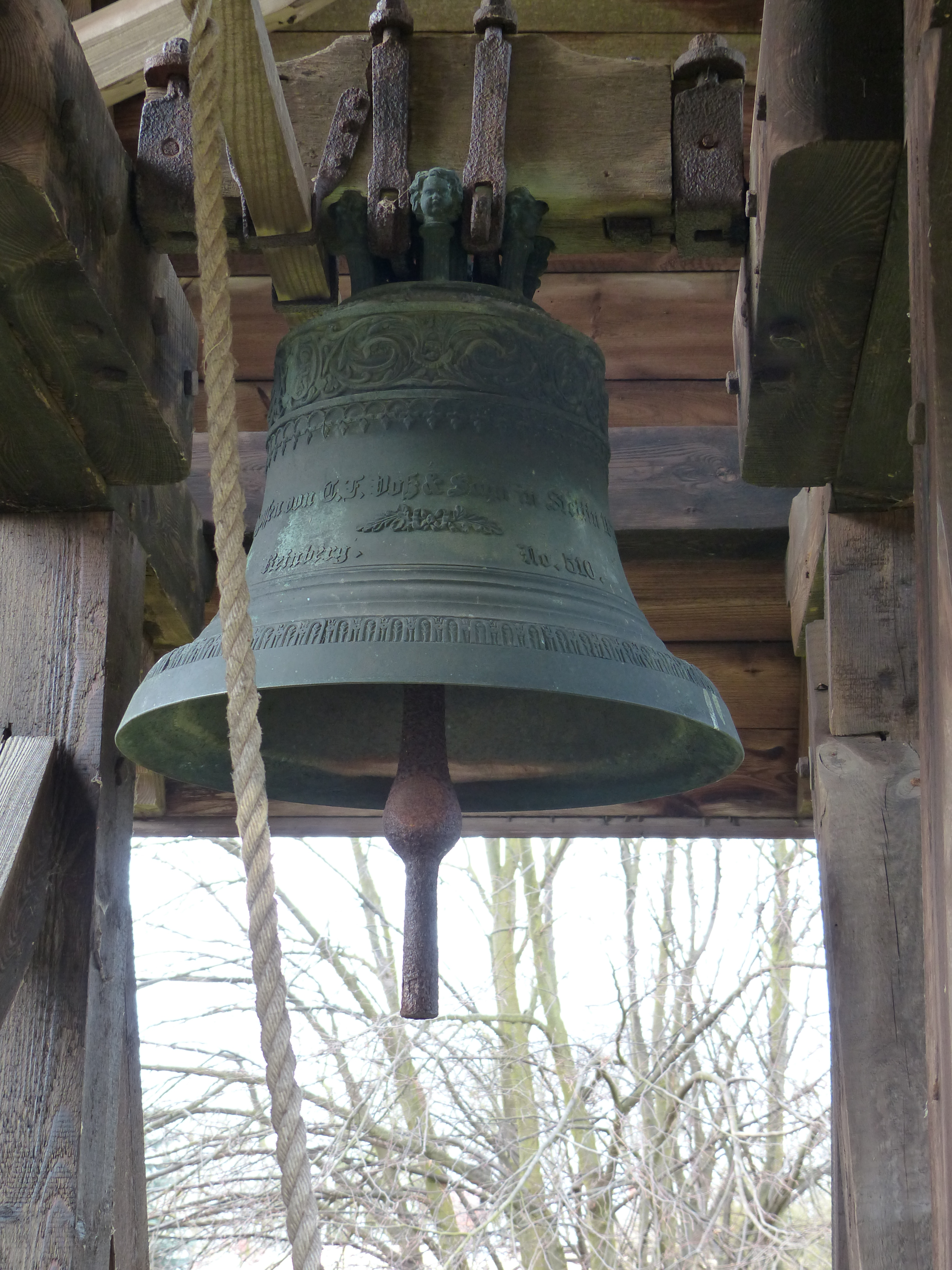
XIX-wieczny dzwon